# Валло-делла-Луканія
Валло-делла-Луканія (італ. Vallo della Lucania, сиц. U Vallu) — муніципалітет в Італії, у регіоні Кампанія,  провінція Салерно.
Валло-делла-Луканія розташоване на відстані близько 300 км на південний схід від Рима, 110 км на південний схід від Неаполя, 70 км на південний схід від Салерно.
Населення — 8625 осіб (2014).
Щорічний фестиваль відбувається 27 липня. Покровитель — святий Пантелеймон.

## Демографія
Населення за роками:

Станом на 1 січня 2023 року в муніципалітеті офіційно проживали 263 іноземці з 32 країн, серед них 98 громадян країн Євросоюзу та 58 громадян України.

## Уродженці
- Марія Агреста (* 1978) — італійська оперна співачка.
- Крістіан Молінаро (*1983) — італійський футболіст, захисник.

## Сусідні муніципалітети
- Канналонга
- Кастельнуово-Чиленто
- Черазо
- Джої
- Моїо-делла-Чивітелла
- Нові-Велія
- Саленто